# 释正慈
释正慈（1971年7月—），俗名董善承，男，湖北大冶人，中国佛教僧人，现任中国佛教协会副会长，湖北省佛教协会会长。